# Liste des matchs de l'équipe de Slovénie de football par adversaire
Cette liste présente les matchs de l'équipe de Slovénie de football par adversaire rencontré. Lorsqu'une rivalité footballistique particulière existe entre la Slovénie et un autre pays, une page spécifique est parfois proposée.
- Haut – A
- B
- C
- D
- E
- F
- G
- H
- I
- J
- K
- L
- M
- N
- O
- P
- Q
- R
- S
- T
- U
- V
- W
- X
- Y
- Z

## A

### Afrique du Sud
| Date        | Lieu                | Match                     | Score | Compétition                           |
| 8 juin 2002 | Daegu, Corée du Sud | Slovénie - Afrique du Sud | 0-1   | Coupe du monde 2002 (match de groupe) |

Bilan
| Rang | Équipe         | Pts | J | G | N | P | Bp | Bc | Diff |
| ---- | -------------- | --- | - | - | - | - | -- | -- | ---- |
| 1    | Afrique du Sud | 3   | 1 | 1 | 0 | 0 | 1  | 0  | +1   |
| 2    | Slovénie       | 0   | 1 | 0 | 0 | 1 | 0  | 1  | -1   |

### Albanie
| Date             | Lieu                | Match              | Score | Compétition                                           |
| 9 juin 1999      | Tirana, Albanie     | Albanie - Slovénie | 0-1   | Qualifications pour l'Euro 2000 (Groupe 2)            |
| 18 août 1999     | Ljubljana, Slovénie | Slovénie - Albanie | 2-0   | Qualifications pour l'Euro 2000 (Groupe 2)            |
| 24 mars 2007     | Shkodër, Albanie    | Albanie - Slovénie | 0-0   | Qualification pour l'Euro 2008 (Groupe G)             |
| 13 octobre 2008  | Celje, Slovénie     | Slovénie - Albanie | 0-0   | Qualification pour l'Euro 2008 (Groupe G)             |
| 9 février 2011   | Tirana, Albanie     | Albanie - Slovénie | 1-2   | Match amical                                          |
| 16 octobre 2012  | Tirana, Albanie     | Albanie - Slovénie | 1-0   | Qualifications pour la Coupe du Monde 2014 (Groupe E) |
| 6 septembre 2013 | Ljubljana, Slovénie | Slovénie - Albanie | 1-0   | Qualifications pour la Coupe du Monde 2014 (Groupe E) |

Bilan
| Rang | Équipe   | Pts | J | G | N | P | Bp | Bc | Diff |
| ---- | -------- | --- | - | - | - | - | -- | -- | ---- |
| 1    | Slovénie | 14  | 7 | 4 | 2 | 1 | 6  | 2  | +4   |
| 2    | Albanie  | 5   | 7 | 1 | 2 | 4 | 2  | 6  | -4   |

### Algérie
| Date         | Lieu                      | Match              | Score | Compétition                    |
| 13 juin 2010 | Polokwane, Afrique du Sud | Algérie - Slovénie | 0-1   | Coupe du monde 2010 (Groupe C) |
| 5 mars 2014  | Blida, Algérie            | Algérie - Slovénie | 2-0   | Match amical                   |

Bilan
| Rang | Équipe   | Pts | J | G | N | P | Bp | Bc | Diff |
| ---- | -------- | --- | - | - | - | - | -- | -- | ---- |
| 1    | Algérie  | 3   | 2 | 1 | 0 | 1 | 2  | 1  | +1   |
| 2    | Slovénie | 3   | 2 | 1 | 0 | 1 | 1  | 2  | -1   |

### Allemagne
| Date         | Lieu            | Match                | Score | Compétition  |
| 26 mars 2005 | Celje, Slovénie | Slovénie - Allemagne | 0-1   | Match amical |

Bilan
| Rang | Équipe    | Pts | J | G | N | P | Bp | Bc | Diff |
| ---- | --------- | --- | - | - | - | - | -- | -- | ---- |
| 1    | Allemagne | 3   | 1 | 1 | 0 | 0 | 1  | 0  | +1   |
| 2    | Slovénie  | 0   | 1 | 0 | 0 | 1 | 0  | 1  | -1   |

### Angleterre
| Date             | Lieu                           | Match                 | Score | Compétition                                           |
| 5 septembre 2009 | Londres, Angleterre            | Angleterre - Slovénie | 2-1   | Match amical                                          |
| 23 juin 2010     | Port Elizabeth, Afrique du Sud | Slovénie - Angleterre | 0-1   | Coupe du monde 2010 (Groupe C)                        |
| 15 novembre 2014 | Londres, Angleterre            | Angleterre - Slovénie | 3-1   | Qualifications pour l'Euro 2016 (Groupe E)            |
| 14 juin 2015     | Ljubljana, Slovénie            | Slovénie - Angleterre | 2-3   | Qualifications pour l'Euro 2016 (Groupe E)            |
| 11 octobre 2016  | Ljubljana, Slovénie            | Slovénie - Angleterre | 0-0   | Qualifications pour la Coupe du Monde 2018 (Groupe F) |
| 5 octobre 2017   | Londres, Angleterre            | Angleterre - Slovénie | 1-0   | Qualifications pour la Coupe du Monde 2018 (Groupe F) |
| 25 juin 2024     | Cologne Allemagne              | Angleterre - Slovénie | 0-0   | Championnat d'Europe de football 2024 (1re journée)   |

Bilan
| Rang | Équipe     | Pts | J | G | N | P | Bp | Bc | Diff |
| ---- | ---------- | --- | - | - | - | - | -- | -- | ---- |
| 1    | Angleterre | 17  | 7 | 5 | 2 | 0 | 10 | 4  | +6   |
| 2    | Slovénie   | 2   | 7 | 0 | 2 | 5 | 4  | 10 | -6   |

### Arabie Saoudite
| Date        | Lieu                | Match                      | Score | Compétition  |
| 3 juin 2000 | Ljubljana, Slovénie | Slovénie - Arabie Saoudite | 2-0   | Match amical |

Bilan
| Rang | Équipe          | Pts | J | G | N | P | Bp | Bc | Diff |
| ---- | --------------- | --- | - | - | - | - | -- | -- | ---- |
| 1    | Slovénie        | 3   | 1 | 1 | 0 | 0 | 2  | 0  | +2   |
| 2    | Arabie saoudite | 0   | 1 | 0 | 0 | 1 | 0  | 2  | -2   |

### Argentine
| Date        | Lieu                | Match                | Score | Compétition  |
| 7 juin 2014 | La Plata, Argentine | Argentine - Slovénie | 2-0   | Match amical |

Bilan
| Rang | Équipe    | Pts | J | G | N | P | Bp | Bc | Diff |
| ---- | --------- | --- | - | - | - | - | -- | -- | ---- |
| 1    | Argentine | 3   | 1 | 1 | 0 | 0 | 2  | 0  | +2   |
| 2    | Slovénie  | 0   | 1 | 0 | 0 | 1 | 0  | 2  | -2   |

### Autriche
| Date             | Lieu                 | Match               | Score | Compétition                                |
| 18 mars 1997     | Linz, Autriche       | Autriche - Slovénie | 0-2   | Match amical                               |
| 23 mars 2018     | Klagenfurt, Autriche | Autriche - Slovénie | 3-0   | Match amical                               |
| 7 juin 2019      | Klagenfurt, Autriche | Autriche - Slovénie | 1-0   | Qualifications pour l'Euro 2020 (Groupe G) |
| 13 octobre 2019  | Ljubljana, Slovénie  | Slovénie - Autriche | 0-1   | Qualifications pour l'Euro 2020 (Groupe G) |
| 6 Septembre 2024 | Ljubljana, Slovénie  | Slovénie - Autriche |       | LIGUE DES NATIONS 24/25                    |
| 17 Novembre 2024 | Klagenfurt, Autriche | Autriche - Slovénie |       | LIGUE DES NATIONS 24/25                    |

Bilan
| Rang | Équipe   | Pts | J | G | N | P | Bp | Bc | Diff |
| ---- | -------- | --- | - | - | - | - | -- | -- | ---- |
| 1    | Autriche | 9   | 4 | 3 | 0 | 1 | 5  | 2  | +3   |
| 2    | Slovénie | 3   | 4 | 1 | 0 | 3 | 2  | 5  | -3   |

### Australie
| Date         | Lieu                | Match                | Score | Compétition  |
| 11 août 2010 | Ljubljana, Slovénie | Slovénie - Australie | 2-0   | Match amical |

Bilan
| Rang | Équipe    | Pts | J | G | N | P | Bp | Bc | Diff |
| ---- | --------- | --- | - | - | - | - | -- | -- | ---- |
| 1    | Slovénie  | 3   | 1 | 1 | 0 | 0 | 2  | 0  | +2   |
| 2    | Australie | 0   | 1 | 0 | 0 | 1 | 0  | 2  | -2   |

### Azerbaïdjan
| Date             | Lieu                | Match                  | Score | Compétition  |
| 11 novembre 2020 | Ljubljana, Slovénie | Slovénie - Azerbaïdjan | 0-0   | Match amical |

Bilan
| Rang | Équipe      | Pts | J | G | N | P | Bp | Bc | Diff |
| ---- | ----------- | --- | - | - | - | - | -- | -- | ---- |
| 1    | Slovénie    | 1   | 1 | 0 | 1 | 0 | 0  | 0  | 0    |
| 2    | Azerbaïdjan | 1   | 1 | 0 | 1 | 0 | 0  | 0  | 0    |

## B

### Belgique
| Date            | Lieu           | Match               | Score | Compétition  |
| 11 février 2009 | Genk, Belgique | Belgique - Slovénie | 2-0   | Match amical |

Bilan
| Rang | Équipe   | Pts | J | G | N | P | Bp | Bc | Diff |
| ---- | -------- | --- | - | - | - | - | -- | -- | ---- |
| 1    | Belgique | 3   | 1 | 1 | 0 | 0 | 2  | 0  | +2   |
| 2    | Slovénie | 0   | 1 | 0 | 0 | 1 | 0  | 2  | -2   |

### Biélorussie
| Date              | Lieu                | Match                  | Score | Compétition                                           |
| 30 mars 2005      | Celje, Slovénie     | Slovénie - Biélorussie | 1-1   | Qualifications pour la Coupe du Monde 2006 (Groupe 5) |
| 4 juin 2005       | Minsk, Biélorussie  | Biélorussie - Slovénie | 1-1   | Qualifications pour la Coupe du Monde 2006 (Groupe 5) |
| 11 octobre 2006   | Minsk, Biélorussie  | Biélorussie - Slovénie | 4-2   | Qualification pour l'Euro 2008 (Groupe G)             |
| 12 septembre 2007 | Celje, Slovénie     | Slovénie - Biélorussie | 1-0   | Qualification pour l'Euro 2008 (Groupe G)             |
| 27 mars 2018      | Ljubljana, Slovénie | Slovénie - Biélorussie | 0-2   | Match amical                                          |

Bilan
| Rang | Équipe      | Pts | J | G | N | P | Bp | Bc | Diff |
| ---- | ----------- | --- | - | - | - | - | -- | -- | ---- |
| 1    | Biélorussie | 8   | 5 | 2 | 2 | 1 | 8  | 5  | +3   |
| 2    | Slovénie    | 5   | 5 | 1 | 2 | 2 | 5  | 8  | -3   |

### Bosnie-Herzégovine
| Date              | Lieu                         | Match                         | Score | Compétition                                          |
| 10 novembre 1996  | Ljubljana, Slovénie          | Slovénie - Bosnie-Herzégovine | 1-2   | Qualification pour la Coupe du monde 1998 (Groupe 1) |
| 10 septembre 1997 | Sarajevo, Bosnie-Herzégovine | Bosnie-Herzégovine - Slovénie | 1-0   | Qualification pour la Coupe du monde 1998 (Groupe 1) |
| 19 novembre 2008  | Maribor, Slovénie            | Slovénie - Bosnie-Herzégovine | 3-4   | Match amical                                         |
| 6 février 2013    | Ljubljana, Slovénie          | Slovénie - Bosnie-Herzégovine | 0-3   | Match amical                                         |

Bilan
| Rang | Équipe             | Pts | J | G | N | P | Bp | Bc | Diff |
| ---- | ------------------ | --- | - | - | - | - | -- | -- | ---- |
| 1    | Bosnie-Herzégovine | 12  | 4 | 4 | 0 | 0 | 10 | 4  | +6   |
| 2    | Slovénie           | 0   | 4 | 0 | 0 | 4 | 4  | 10 | -6   |

### Bulgarie
| Date             | Lieu                | Match               | Score | Compétition                                |
| 6 septembre 2006 | Sofia, Bulgarie     | Bulgarie - Slovénie | 3-0   | Qualifications pour l'Euro 2008 (Groupe G) |
| 21 novembre 2007 | Celje, Slovénie     | Slovénie - Bulgarie | 0-2   | Qualifications pour l'Euro 2008 (Groupe G) |
| 6 septembre 2018 | Ljubljana, Slovénie | Slovénie - Bulgarie | 1-2   | Ligue des Nations 2018-2019 (Ligue C)      |
| 19 novembre 2018 | Sofia, Bulgarie     | Bulgarie - Slovénie | 1-1   | Ligue des Nations 2018-2019 (Ligue C)      |

Bilan
| Rang | Équipe   | Pts | J | G | N | P | Bp | Bc | Diff |
| ---- | -------- | --- | - | - | - | - | -- | -- | ---- |
| 1    | Bulgarie | 10  | 4 | 3 | 1 | 0 | 8  | 2  | +6   |
| 2    | Slovénie | 1   | 4 | 0 | 1 | 3 | 2  | 8  | -6   |

## C

### Canada
| Date             | Lieu            | Match             | Score | Compétition  |
| 19 novembre 2013 | Celje, Slovénie | Slovénie - Canada | 1-0   | Match amical |

Bilan
| Rang | Équipe   | Pts | J | G | N | P | Bp | Bc | Diff |
| ---- | -------- | --- | - | - | - | - | -- | -- | ---- |
| 1    | Slovénie | 1   | 1 | 1 | 0 | 0 | 1  | 0  | +1   |
| 2    | Canada   | 1   | 1 | 0 | 0 | 1 | 0  | 1  | -1   |

### Chine
| Date            | Lieu                 | Match            | Score | Compétition           |
| 15 février 2002 | Hong-Kong, Hong Kong | Chine - Slovénie | 0-0   | Tournoi international |

Bilan
| Rang | Équipe   | Pts | J | G | N | P | Bp | Bc | Diff |
| ---- | -------- | --- | - | - | - | - | -- | -- | ---- |
| 1    | Chine    | 1   | 1 | 0 | 1 | 0 | 0  | 0  | 0    |
| 2    | Slovénie | 1   | 1 | 0 | 1 | 0 | 0  | 0  | 0    |

### Chypre
| Date              | Lieu                | Match             | Score | Compétition                                           |
| 18 novembre 1992  | Larnaca, Chypre     | Chypre - Slovénie | 1-1   | Match amical                                          |
| 27 avril 1994     | Maribor, Slovénie   | Slovénie - Chypre | 3-0   | Match amical                                          |
| 9 février 1998    | Limassol, Chypre    | Chypre - Slovénie | 1-0   | Tournoi International de Chypre                       |
| 2 avril 2003      | Ljubljana, Slovénie | Slovénie - Chypre | 4-1   | Qualifications pour l'Euro 2004 (Groupe 1)            |
| 11 octobre 2003   | Limassol, Chypre    | Chypre - Slovénie | 2-2   | Qualifications pour l'Euro 2004 (Groupe 1)            |
| 28 février 2006   | Larnaca, Chypre     | Chypre - Slovénie | 0-1   | Tournoi International de Chypre                       |
| 12 octobre 2012   | Maribor, Slovénie   | Slovénie - Chypre | 2-1   | Qualifications pour la Coupe du monde 2014 (Groupe E) |
| 10 septembre 2013 | Strovolos, Chypre   | Chypre - Slovénie | 0-2   | Qualifications pour la Coupe du monde 2014 (Groupe E) |
| 19 septembre 2018 | Nicosie, Chypre     | Chypre - Slovénie | 2-1   | Ligue des Nations 2018-2019 (Ligue C)                 |
| 16 octobre 2018   | Ljubljana, Slovénie | Slovénie - Chypre | 1-1   | Ligue des Nations 2018-2019 (Ligue C)                 |
| 30 mars 2021      | Nicosie, Chypre     | Chypre - Slovénie | 1-0   | Éliminatoires de la Coupe du monde de football 2022   |
| 14 novembre 2021  | Ljubljana, Slovénie | Slovénie - Chypre | 2-1   | Éliminatoires de la Coupe du monde de football 2022   |

Bilan
| Rang | Équipe   | Pts | J  | G | N | P | Bp | Bc | Diff |
| ---- | -------- | --- | -- | - | - | - | -- | -- | ---- |
| 1    | Slovénie | 23  | 12 | 7 | 3 | 2 | 17 | 9  | +8   |
| 2    | Chypre   | 10  | 12 | 2 | 3 | 7 | 9  | 17 | -8   |

### Colombie
| Date             | Lieu                | Match               | Score | Compétition  |
| 18 novembre 2014 | Ljubljana, Slovénie | Slovénie - Colombie | 0-1   | Match amical |

Bilan
| Rang | Équipe   | Pts | J | G | N | P | Bp | Bc | Diff |
| ---- | -------- | --- | - | - | - | - | -- | -- | ---- |
| 1    | Colombie | 3   | 1 | 1 | 0 | 0 | 1  | 0  | +1   |
| 2    | Slovénie | 0   | 1 | 0 | 0 | 1 | 0  | 1  | -1   |

### Côte d'Ivoire
| Date         | Lieu              | Match                    | Score | Compétition  |
| 4 avril 2006 | Bondoufle, France | Côte d'Ivoire - Slovénie | 3-0   | Match amical |

Bilan
| Rang | Équipe        | Pts | J | G | N | P | Bp | Bc | Diff |
| ---- | ------------- | --- | - | - | - | - | -- | -- | ---- |
| 1    | Côte d'Ivoire | 3   | 1 | 1 | 0 | 0 | 3  | 0  | +3   |
| 2    | Slovénie      | 0   | 1 | 0 | 0 | 1 | 0  | 3  | -3   |

### Croatie
| Date             | Lieu                | Match              | Score | Compétition                                          |
| 26 avril 1995    | Zagreb, Croatie     | Croatie - Slovénie | 2-0   | Qualification pour l'Euro 1996 (Groupe 4)            |
| 15 novembre 1995 | Ljubljana, Slovénie | Slovénie - Croatie | 1-2   | Qualification pour l'Euro 1996 (Groupe 4)            |
| 2 avril 1997     | Split, Croatie      | Croatie - Slovénie | 3-3   | Qualification pour la Coupe du monde 1998 (Groupe 1) |
| 11 octobre 1997  | Ljubljana, Slovénie | Slovénie - Croatie | 1-3   | Qualification pour la Coupe du monde 1998 (Groupe 1) |
| 27 mars 2002     | Zagreb, Croatie     | Croatie - Slovénie | 0-0   | Match amical                                         |
| 15 novembre 2003 | Zagreb, Croatie     | Croatie - Slovénie | 1-1   | Qualification pour l'Euro 1996 (Barrages)            |
| 19 novembre 2003 | Ljubljana, Slovénie | Slovénie - Croatie | 0-1   | Qualification pour l'Euro 1996 (Barrages)            |
| 20 août 2008     | Maribor, Slovénie   | Slovénie - Croatie | 2-3   | Match amical                                         |
| 24 mars 2021     | Ljubljana Slovénie  | Slovénie - Croatie | 1-0   | Éliminatoires de la Coupe du monde de football 2022  |
| 7 septembre 2021 | Split Croatie       | Croatie - Slovénie | 1-1   | Éliminatoires de la Coupe du monde de football 2022  |
| 26 mars 2022     | Al Rayyan Qatar     | Croatia - Slovénie | 1-1   | Match amical                                         |

Bilan
| Rang | Équipe   | Pts | J  | G | N | P | Bp | Bc | Diff |
| ---- | -------- | --- | -- | - | - | - | -- | -- | ---- |
| 1    | Croatie  | 23  | 11 | 8 | 4 | 0 | 20 | 8  | +12  |
| 2    | Slovénie | 4   | 11 | 0 | 4 | 8 | 8  | 20 | -12  |

## D

### Danemark
| Date               | Lieu                  | Match               | Score | Compétition                                          |
| 1er septembre 1996 | Ljubljana, Croatie    | Slovénie - Danemark | 0-2   | Qualification pour la Coupe du monde 1998 (Groupe 1) |
| 30 avril 1997      | Copenhague, Danemark  | Danemark - Slovénie | 4-0   | Qualification pour la Coupe du monde 1998 (Groupe 1) |
| 25 avril 2001      | Copenhague, Danemark  | Danemark - Slovénie | 3-0   | Match amical                                         |
| 6 février 2008     | Nova Gorica, Slovénie | Slovénie - Danemark | 1-2   | Match amical                                         |
| 18 Juin 2023       | Nova Gorica, Slovénie | Slovénie - Danemark | 1-1   | QUALIFICATIONS EURO 2024                             |
| 17 Novembre 2023   | Copenhague, Danemark  | Danemark - Slovénie | 2-1   | QUALIFICATIONS EURO 2024                             |
| 16 juin 2024       | Gelsenkirchen         | Slovénie - Danemark | 1-1   | Championnat d'Europe de football 2024(Groupe C)      |

Bilan
| Rang | Équipe   | Pts | J | G | N | P | Bp | Bc | Diff |
| ---- | -------- | --- | - | - | - | - | -- | -- | ---- |
| 1    | Danemark | 17  | 7 | 5 | 2 | 0 | 14 | 4  | +10  |
| 2    | Slovénie | 2   | 7 | 0 | 2 | 5 | 4  | 14 | -10  |

## E

### Écosse
| Date             | Lieu                | Match             | Score | Compétition                                           |
| ---------------- | ------------------- | ----------------- | ----- | ----------------------------------------------------- |
| 8 septembre 2004 | Glasgow, Écosse     | Écosse - Slovénie | 0-0   | Qualifications pour la Coupe du Monde 2006 (Groupe 5) |
| 12 octobre 2005  | Celje, Slovénie     | Slovénie - Écosse | 0-3   | Qualifications pour la Coupe du Monde 2006 (Groupe 5) |
| 29 février 2012  | Koper, Slovénie     | Slovénie - Écosse | 1-1   | Match amical                                          |
| 26 mars 2017     | Glasgow, Écosse     | Écosse - Slovénie | 1-0   | Qualifications pour la Coupe du Monde 2018 (Groupe F) |
| 8 octobre 2017   | Ljubljana, Slovénie | Slovénie - Écosse | 2-2   | Qualifications pour la Coupe du Monde 2018 (Groupe F) |

Bilan
| Rang | Équipe   | Pts | J | G | N | P | Bp | Bc | Diff |
| ---- | -------- | --- | - | - | - | - | -- | -- | ---- |
| 1    | Écosse   | 9   | 5 | 2 | 3 | 0 | 7  | 3  | +4   |
| 2    | Slovénie | 3   | 5 | 0 | 3 | 2 | 3  | 7  | -4   |

### Émirats arabes unis
Confrontations entre les Émirats arabes unis et la Slovénie :
| Date            | Lieu                | Match                          | Score | Compétition                  |
| --------------- | ------------------- | ------------------------------ | ----- | ---------------------------- |
| 21 mai 1996     | Ljubljana, Slovénie | Slovénie - Émirats arabes unis | 2-2   | Match amical                 |
| 19 février 2000 | Mascate, Oman       | Émirats arabes unis - Slovénie | 1-1   | Tournoi International d'Oman |

Bilan
| Rang | Équipe              | Pts | J | G | N | P | Bp | Bc | Diff |
| ---- | ------------------- | --- | - | - | - | - | -- | -- | ---- |
| 1    | Émirats arabes unis | 2   | 2 | 0 | 2 | 0 | 3  | 3  | 0    |
| 2    | Slovénie            | 2   | 2 | 0 | 2 | 0 | 3  | 3  | 0    |

### Espagne
| Date         | Lieu                  | Match              | Score | Compétition                           |
| 18 juin 2000 | Amsterdam, Pays-Bas   | Slovénie - Espagne | 1-2   | Euro 2000 (match de groupe)           |
| 2 juin 2002  | Gwangju, Corée du Sud | Espagne - Slovénie | 3-1   | Coupe du monde 2002 (match de groupe) |

Bilan
| Rang | Équipe   | Pts | J | G | N | P | Bp | Bc | Diff |
| ---- | -------- | --- | - | - | - | - | -- | -- | ---- |
| 1    | Espagne  | 6   | 2 | 2 | 0 | 0 | 5  | 2  | +3   |
| 2    | Slovénie | 0   | 2 | 0 | 0 | 2 | 2  | 5  | -3   |

### Estonie
| Date             | Lieu                | Match              | Score | Compétition                                |
| 3 juin 1992      | Tallin, Estonie     | Estonie - Slovénie | 1-1   | Match amical                               |
| 7 avril 1993     | Ljubljana, Slovénie | Slovénie - Estonie | 2-0   | Match amical                               |
| 29 mars 1995     | Maribor, Slovénie   | Slovénie - Estonie | 3-0   | Qualifications pour l'Euro 1996 (Groupe 4) |
| 11 juin 1995     | Tallin, Estonie     | Estonie - Slovénie | 1-3   | Qualifications pour l'Euro 1996 (Groupe 4) |
| 7 février 2007   | Domžale, Slovénie   | Slovénie - Estonie | 1-0   | Match amical                               |
| 12 octobre 2010  | Tallin, Estonie     | Estonie - Slovénie | 0-1   | Qualifications pour l'Euro 2012 (Groupe C) |
| 2 septembre 2011 | Ljubljana, Slovénie | Slovénie - Estonie | 1-2   | Qualifications pour l'Euro 2012 (Groupe C) |
| 8 septembre 2014 | Tallin, Estonie     | Estonie - Slovénie | 1-0   | Qualifications pour l'Euro 2016 (Groupe E) |
| 8 septembre 2015 | Maribor, Slovénie   | Slovénie - Estonie | 1-0   | Qualifications pour l'Euro 2012 (Groupe E) |

Bilan
| Rang | Équipe   | Pts | J | G | N | P | Bp | Bc | Diff |
| ---- | -------- | --- | - | - | - | - | -- | -- | ---- |
| 1    | Slovénie | 19  | 9 | 6 | 1 | 2 | 13 | 5  | +8   |
| 2    | Estonie  | 7   | 9 | 2 | 1 | 6 | 5  | 13 | -8   |

### États-Unis
| Date             | Lieu                          | Match                 | Score | Compétition                    |
| 18 juin 2010     | Johannesbourg, Afrique du Sud | Slovénie - États-Unis | 2-2   | Coupe du monde 2010 (Groupe C) |
| 15 novembre 2011 | Ljubljana, Slovénie           | Slovénie - États-Unis | 2-3   | Match amical                   |

Bilan
| Rang | Équipe     | Pts | J | G | N | P | Bp | Bc | Diff |
| ---- | ---------- | --- | - | - | - | - | -- | -- | ---- |
| 1    | États-Unis | 4   | 2 | 1 | 1 | 0 | 5  | 4  | +1   |
| 2    | Slovénie   | 1   | 2 | 0 | 1 | 1 | 4  | 5  | -1   |

## F

### Finlande
| Date          | Lieu                | Match               | Score | Compétition  |
| 28 avril 1999 | Ljubljana, Slovénie | Slovénie - Finlande | 1-1   | Match Amical |
| 14 août 2013  | Turku, Finlande     | Finlande - Slovénie | 2-0   | Match Amical |

Bilan
| Rang | Équipe   | Pts | J | G | N | P | Bp | Bc | Diff |
| ---- | -------- | --- | - | - | - | - | -- | -- | ---- |
| 1    | Finlande | 4   | 2 | 1 | 1 | 0 | 3  | 1  | +2   |
| 2    | Slovénie | 1   | 2 | 0 | 1 | 1 | 1  | 3  | -2   |

### France
| Date              | Lieu                | Match             | Score | Compétition                                |
| 26 avril 2000     | Saint-Denis, France | France - Slovénie | 3-2   | amical                                     |
| 12 octobre 2002   | Saint-Denis, France | France- Slovénie  | 5-0   | Qualifications pour l'Euro 2004 (Groupe 1) |
| 10 septembre 2003 | Ljubljana, Slovénie | Slovénie - France | 0-2   | Qualifications pour l'Euro 2004 (Groupe 1) |

Bilan
| Rang | Équipe   | Pts | J | G | N | P | Bp | Bc | Diff |
| ---- | -------- | --- | - | - | - | - | -- | -- | ---- |
| 1    | France   | 9   | 3 | 3 | 0 | 0 | 10 | 2  | +8   |
| 2    | Slovénie | 0   | 3 | 0 | 0 | 3 | 2  | 10 | -8   |

## G

### Ghana
| Date        | Lieu                | Match            | Score | Compétition  |
| 17 mai 2002 | Ljubljana, Slovénie | Slovénie - Ghana | 2-0   | Match amical |

Bilan
| Rang | Équipe   | Pts | J | G | N | P | Bp | Bc | Diff |
| ---- | -------- | --- | - | - | - | - | -- | -- | ---- |
| 1    | Slovénie | 3   | 1 | 1 | 0 | 0 | 2  | 0  | +2   |
| 2    | Ghana    | 0   | 1 | 0 | 0 | 1 | 0  | 2  | -2   |

### Géorgie
| Date             | Lieu                | Match              | Score | Compétition                                |
| 8 février 1994   | Attard, Malte       | Géorgie - Slovénie | 0-1   | Tournoi International de Malte             |
| 27 mars 1999     | Tbilissi, Géorgie   | Géorgie - Slovénie | 1-1   | Qualifications pour l'Euro 2000 (Groupe 2) |
| 4 septembre 1999 | Ljubljana, Slovénie | Slovénie - Géorgie | 2-1   | Qualifications pour l'Euro 2000 (Groupe 2) |
| 17 novembre 2010 | Koper, Slovénie     | Slovénie - Géorgie | 1-2   | Match amical                               |

Bilan
| Rang | Équipe   | Pts | J | G | N | P | Bp | Bc | Diff |
| ---- | -------- | --- | - | - | - | - | -- | -- | ---- |
| 1    | Slovénie | 7   | 4 | 2 | 1 | 1 | 5  | 4  | +1   |
| 2    | Géorgie  | 4   | 4 | 1 | 1 | 2 | 4  | 5  | -1   |

### Grèce
Confrontations entre la Slovénie et la Grèce :
| Date             | Lieu                | Match            | Score | Compétition                                                                    |
| 24 avril 1996    | Athènes, Grèce      | Grèce - Slovénie | 2-0   | Qualifications pour la Coupe du monde de football 1998 (zone Europe, groupe 1) |
| 6 septembre 1997 | Ljubljana, Slovénie | Slovénie - Grèce | 0-3   | Qualifications pour la Coupe du monde de football 1998 (zone Europe, groupe 1) |
| 6 septembre 1998 | Athènes, Grèce      | Grèce - Slovénie | 2-2   | Qualifications pour l'Euro 2000 (groupe 2)                                     |
| 9 octobre 1999   | Maribor, Slovénie   | Slovénie - Grèce | 0-3   | Qualifications pour l'Euro 2000 (groupe 2)                                     |
| 26 mai 2012      | Kufstein, Autriche  | Grèce - Slovénie | 1-1   | Match amical                                                                   |
| 3 septembre 2020 | Ljubljana Slovénie  | Slovénie - Grèce | 0-0   | Ligue des nations de l'UEFA 2020-2021                                          |
| 18 novembre 2020 | Athènes Grèce       | Grèce - Slovénie | 0-0   | Ligue des nations de l'UEFA 2020-2021                                          |

Bilan
| Rang | Équipe   | Pts | J | G | N | P | Bp | Bc | Diff |
| ---- | -------- | --- | - | - | - | - | -- | -- | ---- |
| 1    | Grèce    | 14  | 7 | 3 | 4 | 0 | 14 | 3  | +11  |
| 2    | Slovénie | 4   | 7 | 0 | 4 | 3 | 3  | 14 | -11  |

## H

### Honduras
| Date            | Lieu                 | Match               | Score | Compétition           |
| 12 février 2002 | Hong-Kong, Hong Kong | Honduras - Slovénie | 5-1   | Tournoi international |

Bilan
| Rang | Équipe   | Pts | J | G | N | P | Bp | Bc | Diff |
| ---- | -------- | --- | - | - | - | - | -- | -- | ---- |
| 1    | Honduras | 3   | 1 | 1 | 0 | 0 | 5  | 1  | +4   |
| 2    | Slovénie | 0   | 1 | 0 | 0 | 1 | 1  | 5  | -4   |

### Hongrie
| Date         | Lieu                    | Match              | Score | Compétition  |
| 6 avril 1994 | Szombathely, Hongrie    | Hongrie - Slovénie | 0-1   | Match amical |
| 19 août 1998 | Zalaegerszeg, Hongrie   | Hongrie - Slovénie | 2-1   | Match amical |
| 20 août 2003 | Murska Sobota, Slovénie | Slovénie - Hongrie | 2-1   | Match amical |
| 26 mars 2008 | Zalaegerszeg, Hongrie   | Hongrie - Slovénie | 0-1   | Match amical |

Bilan
| Rang | Équipe   | Pts | J | G | N | P | Bp | Bc | Diff |
| ---- | -------- | --- | - | - | - | - | -- | -- | ---- |
| 1    | Slovénie | 9   | 4 | 3 | 0 | 1 | 5  | 3  | +2   |
| 2    | Hongrie  | 3   | 4 | 1 | 0 | 3 | 3  | 5  | -2   |

## I

### Îles Féroé
| Date             | Lieu                | Match                 | Score | Compétition                                |
| 3 septembre 2000 | Toftir, Îles Féroé  | Îles Féroé - Slovénie | 2-2   | Qualifications pour la Coupe du monde 2002 |
| 6 octobre 2001   | Ljubljana, Slovénie | Slovénie - Îles Féroé | 3-0   | Qualifications pour la Coupe du monde 2002 |
| 8 octobre 2010   | Ljubljana, Slovénie | Slovénie - Îles Féroé | 5-1   | Qualifications pour l'Euro 2012 (Groupe C) |
| 3 juin 2011      | Toftir, Îles Féroé  | Îles Féroé - Slovénie | 0-2   | Qualifications pour l'Euro 2012 (Groupe C) |

Bilan
| Rang | Équipe     | Pts | J | G | N | P | Bp | Bc | Diff |
| ---- | ---------- | --- | - | - | - | - | -- | -- | ---- |
| 1    | Slovénie   | 10  | 4 | 3 | 1 | 0 | 12 | 3  | +9   |
| 2    | Îles Féroé | 1   | 4 | 0 | 1 | 3 | 3  | 12 | -9   |

### Irlande du Nord
| Date             | Lieu                     | Match                        | Score | Compétition                                           |
| 11 octobre 2008  | Maribor, Slovénie        | Slovénie - Irlande du Nord   | 2-0   | Qualifications pour la Coupe du monde 2010 (Groupe 3) |
| 1er avril 2009   | Belfast, Irlande du Nord | Irlande du Nord - Îles Féroé | 1-0   | Qualifications pour la Coupe du monde 2010 (Groupe 3) |
| 3 septembre 2010 | Maribor, Slovénie        | Slovénie - Irlande du Nord   | 0-1   | Qualifications pour l'Euro 2012 (Groupe C)            |
| 29 mars 2011     | Belfast, Irlande du Nord | Irlande du Nord - Slovénie   | 0-0   | Qualifications pour l'Euro 2012 (Groupe C)            |
| 28 mars 2016     | Belfast, Irlande du Nord | Irlande du Nord - Slovénie   | 1-0   | Match amical                                          |

Bilan
| Rang | Équipe          | Pts | J | G | N | P | Bp | Bc | Diff |
| ---- | --------------- | --- | - | - | - | - | -- | -- | ---- |
| 1    | Irlande du Nord | 10  | 5 | 3 | 1 | 1 | 3  | 2  | +1   |
| 2    | Slovénie        | 4   | 5 | 1 | 1 | 3 | 2  | 3  | -1   |

### Islande
| Date           | Lieu                | Match              | Score | Compétition                                           |
| 7 février 1996 | Attard, Malte       | Islande - Slovénie | 1-7   | Tournoi international de Malte                        |
| 5 février 1998 | Limassol, Chypre    | Islande - Slovénie | 2-3   | Tournoi international de Chypre                       |
| 22 mars 2013   | Ljubljana, Slovénie | Slovénie - Islande | 1-2   | Qualifications pour la Coupe du Monde 2014 (Groupe E) |
| 7 juin 2013    | Reykjavík, Islande  | Islande - Slovénie | 2-4   | Qualifications pour la Coupe du Monde 2014 (Groupe E) |

Bilan
| Rang | Équipe   | Pts | J | G | N | P | Bp | Bc | Diff |
| ---- | -------- | --- | - | - | - | - | -- | -- | ---- |
| 1    | Slovénie | 9   | 4 | 3 | 0 | 1 | 15 | 7  | +8   |
| 2    | Islande  | 3   | 4 | 1 | 0 | 3 | 7  | 15 | -8   |

### Israël
| Date             | Lieu                | Match             | Score | Compétition                                |
| 7 juin 2003      | Antalya, Turquie    | Israël - Slovénie | 0-0   | Qualifications pour l'Euro 2004 (Groupe 1) |
| 6 septembre 2003 | Ljubljana, Slovénie | Slovénie - Israël | 3-1   | Qualifications pour l'Euro 2004 (Groupe 1) |
| 15 août 2006     | Celje, Slovénie     | Slovénie - Israël | 1-1   | Match amical                               |
| 21 mars 2019     | Haifa, Israël       | Israël - Slovénie | 1-1   | Qualifications pour l'Euro 2020 (Groupe G) |
| 9 septembre 2019 | Ljubljana, Slovénie | Slovénie - Israël | 3-2   | Qualifications pour l'Euro 2020 (Groupe G) |

Bilan
| Rang | Équipe   | Pts | J | G | N | P | Bp | Bc | Diff |
| ---- | -------- | --- | - | - | - | - | -- | -- | ---- |
| 1    | Slovénie | 9   | 5 | 2 | 3 | 0 | 8  | 5  | +3   |
| 2    | Israël   | 3   | 5 | 0 | 3 | 2 | 5  | 8  | -3   |

### Italie
| Date             | Lieu                | Match             | Score | Compétition                                           |
| 7 septembre 1994 | Maribor, Slovénie   | Slovénie - Italie | 1-1   | Qualifications pour l'Euro 1996 (Groupe 4)            |
| 6 septembre 1995 | Udine, Italie       | Italie - Slovénie | 1-0   | Qualifications pour l'Euro 1996 (Groupe 4)            |
| 6 septembre 1995 | Trieste, Italie     | Italie - Slovénie | 0-1   | Match amical                                          |
| 9 octobre 2004   | Celje, Slovénie     | Slovénie - Italie | 1-0   | Qualifications pour la Coupe du Monde 2006 (Groupe 5) |
| 8 octobre 2005   | Palerme, Italie     | Italie - Slovénie | 1-0   | Qualifications pour la Coupe du Monde 2006 (Groupe 5) |
| 25 mars 2011     | Ljubljana, Slovénie | Slovénie - Italie | 0-1   | Qualifications pour l'Euro 2012 (Groupe C)            |
| 6 septembre 2011 | Florence, Italie    | Italie - Slovénie | 1-0   | Qualifications pour l'Euro 2012 (Groupe C)            |

Bilan
| Rang | Équipe   | Pts | J | G | N | P | Bp | Bc | Diff |
| ---- | -------- | --- | - | - | - | - | -- | -- | ---- |
| 1    | Italie   | 13  | 7 | 4 | 1 | 2 | 5  | 3  | +2   |
| 2    | Slovénie | 7   | 7 | 2 | 1 | 4 | 3  | 5  | -2   |

## K

### Kazakhstan
| Date     | Lieu              | Match                  | Score | Compétition             |
| -------- | ----------------- | ---------------------- | ----- | ----------------------- |
| 23/03/23 | Astana            | Kazakhstan - Slovénie  | 1-2   | Qualification Euro 2024 |
| 20/11/23 | Maribor, Slovénie | Slovénie vs Kazakhstan | 2-1   | Qualification Euro 2024 |
| 09/09/24 | Celje, Slovénie   | Slovénie vs Kazakhstan |       | LIGUE DES NATIONS 24/25 |
| 13/10/24 | Astana            | Kazakhstan - Slovénie  |       | LIGUE DES NATIONS 24/25 |

## L

### Lettonie
| Date             | Lieu                | Match               | Score | Compétition                                |
| 14 octobre 1998  | Maribor, Slovénie   | Slovénie - Lettonie | 1-0   | Qualifications pour l'Euro 2000 (Groupe 2) |
| 5 juin 1999      | Riga, Lettonie      | Lettonie - Slovénie | 1-2   | Qualifications pour l'Euro 2000 (Groupe 2) |
| 31 mars 2004     | Celje, Slovénie     | Slovénie - Lettonie | 0-1   | Match amical                               |
| 10 juin 2019     | Riga, Lettonie      | Lettonie - Slovénie | 0-5   | Qualifications pour l'Euro 2020 (Groupe G) |
| 16 novembre 2019 | Ljubljana, Slovénie | Slovénie - Lituanie | 1-0   | Qualifications pour l'Euro 2020 (Groupe G) |

Bilan
| Rang | Équipe   | Pts | J | G | N | P | Bp | Bc | Diff |
| ---- | -------- | --- | - | - | - | - | -- | -- | ---- |
| 1    | Slovénie | 12  | 5 | 4 | 0 | 1 | 9  | 2  | +7   |
| 2    | Lettonie | 3   | 5 | 1 | 0 | 4 | 2  | 9  | -7   |

### Lituanie
| Date             | Lieu                | Match               | Score | Compétition                                           |
| 16 novembre 1994 | Maribor, Slovénie   | Slovénie - Lituanie | 1-2   | Qualifications pour l'Euro 1996 (Groupe 4)            |
| 7 juin 1995      | Vilnius, Lituanie   | Lituanie - Slovénie | 2-1   | Qualifications pour l'Euro 1996 (Groupe 4)            |
| 12 octobre 2014  | Vilnius, Lituanie   | Lituanie - Slovénie | 0-1   | Qualifications pour l'Euro 2016 (Groupe E)            |
| 6 septembre 2015 | Ljubljana, Slovénie | Slovénie - Lituanie | 1-1   | Qualifications pour l'Euro 2016 (Groupe E)            |
| 4 septembre 2016 | Vilnius, Lituanie   | Lituanie - Slovénie | 2-2   | Qualifications pour la Coupe du Monde 2018 (Groupe F) |
| 4 septembre 2017 | Ljubljana, Slovénie | Slovénie - Lituanie | 4-0   | Qualifications pour la Coupe du Monde 2018 (Groupe F) |

Bilan
| Rang | Équipe   | Pts | J | G | N | P | Bp | Bc | Diff |
| ---- | -------- | --- | - | - | - | - | -- | -- | ---- |
| 1    | Slovénie | 8   | 6 | 2 | 2 | 2 | 10 | 7  | +3   |
| 2    | Lituanie | 8   | 6 | 2 | 2 | 2 | 7  | 10 | -3   |

### Luxembourg
| Date             | Lieu                   | Match                 | Score | Compétition                                |
| 7 octobre 2000   | Luxembourg, Luxembourg | Luxembourg - Slovénie | 1-2   | Qualifications pour la Coupe du monde 2002 |
| 2 juin 2001      | Ljubljana, Slovénie    | Slovénie - Luxembourg | 2-0   | Qualifications pour la Coupe du monde 2002 |
| 7 octobre 2006   | Celje, Slovénie        | Slovénie - Luxembourg | 2-0   | Qualification pour l'Euro 2008 (Groupe G)  |
| 8 septembre 2007 | Luxembourg, Luxembourg | Luxembourg - Slovénie | 0-3   | Qualification pour l'Euro 2008 (Groupe G)  |

Bilan
| Rang | Équipe     | Pts | J | G | N | P | Bp | Bc | Diff |
| ---- | ---------- | --- | - | - | - | - | -- | -- | ---- |
| 1    | Slovénie   | 12  | 4 | 3 | 0 | 0 | 9  | 1  | +8   |
| 2    | Luxembourg | 0   | 4 | 3 | 0 | 0 | 1  | 9  | -8   |

## M

### Macédoine du Nord
| Date             | Lieu                      | Match                        | Score | Compétition                                |
| 13 octobre 1993  | Kranj, Slovénie           | Slovénie - Macédoine         | 1-4   | Match amical                               |
| 23 mars 1994     | Skopje, Macédoine         | Macédoine - Slovénie         | 2-0   | Match amical                               |
| 14 novembre 2012 | Skopje, Macédoine du Nord | Macédoine - Slovénie         | 3-2   | Match amical                               |
| 23 mars 2016     | Koper, Slovénie           | Slovénie - Macédoine         | 1-0   | Match amical                               |
| 24 mars 2019     | Ljubljana, Slovénie       | Slovénie - Macédoine         | 1-1   | Qualifications pour l'Euro 2020 (Groupe G) |
| 10 octobre 2019  | Skopje, Macédoine du Nord | Macédoine du Nord - Slovénie | 2-1   | Qualifications pour l'Euro 2020 (Groupe G) |
| 1er juin 2021    | Skopje, Macédoine du Nord | Macédoine du Nord - Slovénie | 1-1   | Match amical                               |

Bilan
| Rang | Équipe            | Pts | J | G | N | P | Bp | Bc | Diff |
| ---- | ----------------- | --- | - | - | - | - | -- | -- | ---- |
| 1    | Macédoine du Nord | 13  | 7 | 5 | 2 | 1 | 15 | 6  | +9   |
| 2    | Slovénie          | 4   | 7 | 1 | 2 | 5 | 6  | 15 | -9   |

### Malte
| Date             | Lieu                | Match            | Score | Compétition                                           |
| 12 février 1994  | Attard, Malte       | Malte - Slovénie | 0-1   | Tournoi International de Malte                        |
| 9 février 1996   | Attard, Malte       | Malte - Slovénie | 0-0   | Tournoi International de Malte                        |
| 7 septembre 2002 | Ljubljana, Slovénie | Slovénie - Malte | 3-0   | Qualifications pour l'Euro 2004 (Groupe 1)            |
| 30 avril 2003    | Attard, Malte       | Malte - Slovénie | 1-3   | Qualifications pour l'Euro 2004 (Groupe 1)            |
| 11 novembre 2016 | Attard, Malte       | Malte - Slovénie | 0-1   | Qualifications pour la Coupe du Monde 2018 (Groupe F) |
| 10 juin 2017     | Ljubljana, Slovénie | Slovénie - Malte | 2-0   | Qualifications pour la Coupe du Monde 2018 (Groupe F) |
| 4 septembre 2021 | Ljubljana, Slovénie | Slovénie - Malte | 1-0   | Qualifications pour la Coupe du monde 2022 (Groupe H) |

Bilan
| Rang | Équipe   | Pts | J | G | N | P | Bp | Bc | Diff |
| ---- | -------- | --- | - | - | - | - | -- | -- | ---- |
| 1    | Slovénie | 16  | 7 | 6 | 1 | 0 | 10 | 1  | +9   |
| 2    | Malte    | 1   | 7 | 0 | 1 | 6 | 1  | 10 | -9   |

### Mexique
| Date            | Lieu                | Match              | Score | Compétition  |
| 6 décembre 1995 | Hermosillo, Mexique | Mexique - Slovénie | 1-2   | Match amical |

Bilan
| Rang | Équipe   | Pts | J | G | N | P | Bp | Bc | Diff |
| ---- | -------- | --- | - | - | - | - | -- | -- | ---- |
| 1    | Slovénie | 3   | 1 | 1 | 0 | 0 | 2  | 1  | +1   |
| 2    | Mexique  | 0   | 1 | 0 | 0 | 1 | 1  | 2  | -1   |

### Moldavie
| Date             | Lieu               | Match               | Score | Compétition                                           |
| 4 septembre 2004 | Celje, Slovénie    | Slovénie - Moldavie | 3-0   | Qualifications pour la Coupe du Monde 2006 (Groupe 5) |
| 7 septembre 2005 | Chișinău, Moldavie | Moldavie - Slovénie | 1-2   | Qualifications pour la Coupe du Monde 2006 (Groupe 5) |
| 6 septembre 2020 | Ljubljana Slovénie | Slovénie - Moldavie | 1-0   | Ligue des nations de l'UEFA 2020-2021                 |
| 14 octobre 2020  | Chişinău Moldavie  | Moldavie - Slovénie | 0-4   | Ligue des nations de l'UEFA 2020-2021                 |

Bilan
| Rang | Équipe   | Pts | J | G  | N | P | Bp | Bc | Diff |
| ---- | -------- | --- | - | -- | - | - | -- | -- | ---- |
| 1    | Slovénie | 13  | 4 | 11 | 0 | 0 | 15 | 1  | +14  |
| 2    | Moldavie | 0   | 4 | 0  | 0 | 4 | 1  | 15 | -14  |

### Monténégro
| Date         | Lieu                  | Match                 | Score | Compétition  |
| 22 août 2007 | Podgorica, Monténégro | Monténégro - Slovénie | 1-1   | Match amical |
| 2 juin 2018  | Podgorica, Monténégro | Monténégro - Slovénie | 0-3   | Match amical |

Bilan
| Rang | Équipe     | Pts | J | G | N | P | Bp | Bc | Diff |
| ---- | ---------- | --- | - | - | - | - | -- | -- | ---- |
| 1    | Slovénie   | 4   | 2 | 1 | 1 | 0 | 4  | 1  | +3   |
| 2    | Monténégro | 1   | 2 | 0 | 1 | 1 | 1  | 4  | -3   |

## N

### Nouvelle-Zélande
| Date        | Lieu              | Match                       | Score | Compétition  |
| 4 juin 2010 | Maribor, Slovénie | Slovénie - Nouvelle-Zélande | 3-1   | Match amical |

Bilan
| Rang | Équipe           | Pts | J | G | N | P | Bp | Bc | Diff |
| ---- | ---------------- | --- | - | - | - | - | -- | -- | ---- |
| 1    | Slovénie         | 3   | 1 | 1 | 0 | 0 | 3  | 1  | +2   |
| 2    | Nouvelle-Zélande | 0   | 1 | 0 | 0 | 1 | 1  | 3  | -2   |

### Norvège
| Date              | Lieu                | Match              | Score | Compétition                                           |
| 10 octobre 1998   | Ljubljana, Slovénie | Slovénie - Norvège | 1-2   | Qualifications pour l'Euro 2000 (groupe 2)            |
| 8 septembre 1999  | Oslo, Norvège       | Norvège - Slovénie | 4-0   | Qualifications pour l'Euro 2000 (groupe 2)            |
| 21 juin 2000      | Arnhem, Pays-Bas    | Norvège - Slovénie | 0-0   | Euro 2000 (Groupe C)                                  |
| 13 octobre 2004   | Oslo, Norvège       | Norvège - Slovénie | 3-0   | Qualifications pour la Coupe du Monde 2006 (Groupe 5) |
| 3 septembre 2005  | Celje, Slovénie     | Slovénie - Norvège | 2-3   | Qualifications pour la Coupe du Monde 2006 (Groupe 5) |
| 11 septembre 2012 | Oslo, Norvège       | Norvège - Slovénie | 2-1   | Qualifications pour la Coupe du Monde 2014 (Groupe E) |
| 11 octobre 2013   | Maribor, Slovénie   | Slovénie - Norvège | 3-0   | Qualifications pour la Coupe du Monde 2014 (Groupe E) |
| 13 octobre 2018   | Oslo, Norvège       | Norvège - Slovénie | 1-0   | Ligue des Nations 2018-2019 (Ligue C)                 |
| 16 novembre 2018  | Ljubljana, Slovénie | Norvège - Slovénie | 1-1   | Ligue des Nations 2018-2019 (Ligue C)                 |
| 9 Juin 2022       | Oslo, Norvège       | Norvège - Slovénie | 0-0   | LIGUE DES NATIONS 22/23                               |
| 24 Septembre 2022 | Ljubljana, Slovénie | Slovénie - Norvège | 2-1   | LIGUE DES NATIONS 22/23                               |
| 10 Octobre 2024   | Oslo, Norvège       | Norvège - Slovénie |       | LIGUE DES NATIONS 24/25                               |
| 14 Novembre 2024  | Maribor, Slovénie   | Slovénie - Norvège |       | LIGUE DES NATIONS 24/25                               |

Bilan
| Rang | Équipe   | Pts | J  | G | N | P | Bp | Bc | Diff |
| ---- | -------- | --- | -- | - | - | - | -- | -- | ---- |
| 1    | Norvège  | 21  | 11 | 6 | 3 | 2 | 17 | 10 | +7   |
| 2    | Slovénie | 9   | 11 | 2 | 3 | 6 | 10 | 17 | -7   |

## O

### Oman
| Date            | Lieu         | Match           | Score | Compétition                  |
| 8 février 1999  | Muscat, Oman | Oman - Slovénie | 0-7   | Tournoi international d'Oman |
| 23 février 2000 | Muscat, Oman | Oman - Slovénie | 0-4   | Tournoi international d'Oman |

Bilan
| Rang | Équipe   | Pts | J | G | N | P | Bp | Bc | Diff |
| ---- | -------- | --- | - | - | - | - | -- | -- | ---- |
| 1    | Slovénie | 6   | 2 | 2 | 0 | 0 | 11 | 0  | +11  |
| 2    | Oman     | 0   | 2 | 0 | 0 | 2 | 0  | 11 | -11  |

## P

### Paraguay
| Date         | Lieu                   | Match               | Score | Compétition                           |
| 12 juin 2002 | Seogwipo, Corée du Sud | Paraguay - Slovénie | 3-1   | Coupe du monde 2002 (match de groupe) |

Bilan
| Rang | Équipe   | Pts | J | G | N | P | Bp | Bc | Diff |
| ---- | -------- | --- | - | - | - | - | -- | -- | ---- |
| 1    | Paraguay | 3   | 1 | 1 | 0 | 0 | 3  | 1  | +2   |
| 2    | Slovénie | 0   | 1 | 0 | 0 | 1 | 1  | 3  | -2   |

### Pays-Bas
| Date            | Lieu                | Match               | Score | Compétition                               |
| 28 mars 2007    | Celje, Slovénie     | Slovénie - Pays-Bas | 0-1   | Qualification pour l'Euro 2008 (Groupe G) |
| 17 octobre 2007 | Eindhoven, Pays-Bas | Pays-Bas - Slovénie | 2-0   | Qualification pour l'Euro 2008 (Groupe G) |

Bilan
| Rang | Équipe   | Pts | J | G | N | P | Bp | Bc | Diff |
| ---- | -------- | --- | - | - | - | - | -- | -- | ---- |
| 1    | Pays-Bas | 6   | 2 | 2 | 0 | 0 | 3  | 0  | +3   |
| 2    | Slovénie | 0   | 2 | 0 | 0 |   | 0  | 3  | -3   |

### Pays de Galles
| Date         | Lieu                    | Match                     | Score | Compétition  |
| 17 août 2005 | Swansea, Pays de Galles | Pays de Galles - Slovénie | 0-0   | Match amical |

Bilan
| Rang | Équipe         | Pts | J | G | N | P | Bp | Bc | Diff |
| ---- | -------------- | --- | - | - | - | - | -- | -- | ---- |
| 1    | Slovénie       | 1   | 1 | 0 | 1 | 0 | 0  | 0  | 0    |
| 2    | Pays de Galles | 1   | 1 | 0 | 1 | 0 | 0  | 0  | 0    |

### Pologne
| Date             | Lieu                | Match              | Score | Compétition                                           |
| 27 mars 1996     | Lodz, Pologne       | Pologne - Slovénie | 0-0   | Match amical                                          |
| 25 mars 1998     | Varsovie, Pologne   | Pologne - Slovénie | 2-0   | Match amical                                          |
| 18 février 2004  | Cadix, Espagne      | Pologne - Slovénie | 2-0   | Match amical                                          |
| 7 septembre 2008 | Wrocław, Pologne    | Pologne - Slovénie | 1-1   | Qualifications pour la Coupe du monde 2010 (Groupe 3) |
| 9 septembre 2009 | Maribor, Slovénie   | Slovénie - Pologne | 3-0   | Qualifications pour la Coupe du monde 2010 (Groupe 3) |
| 14 novembre 2016 | Wrocław, Pologne    | Pologne - Slovénie | 1-1   | Match amical                                          |
| 6 septembre 2019 | Ljubljana, Slovénie | Slovénie - Pologne | 2-0   | Qualifications pour l'Euro 2020 (Groupe G)            |
| 19 novembre 2019 | Varsovie, Pologne   | Pologne - Slovénie | 3-2   | Qualifications pour l'Euro 2020 (Groupe G)            |

Bilan
| Rang | Équipe   | Pts | J | G | N | P | Bp | Bc | Diff |
| ---- | -------- | --- | - | - | - | - | -- | -- | ---- |
| 1    | Pologne  | 12  | 8 | 3 | 3 | 2 | 9  | 9  | 0    |
| 2    | Slovénie | 9   | 8 | 2 | 3 | 3 | 9  | 9  | 0    |

### Portugal
| Date             | Lieu                             | Match               | Score     | Compétition                                                 |
| 1er juillet 2024 | Francfort-sur-le-Main, Allemagne | Portugal - Slovénie | 0-0 (3-0) | Championnat d'Europe de football 2024 (Huitièmes de finale) |

Bilan
| Rang | Équipe   | Pts | J | G | N | P | Bp | Bc | Diff |
| ---- | -------- | --- | - | - | - | - | -- | -- | ---- |
| 1    | Portugal | 1   | 1 | 0 | 1 | 0 | 0  | 0  | 0    |
| 2    | Slovénie | 1   | 1 | 0 | 1 | 0 | 0  | 0  | 0    |

### Qatar
| Date         | Lieu              | Match            | Score | Compétition  |
| 3 mars 2010  | Maribor, Slovénie | Slovénie - Qatar | 4-1   | Match amical |
| 30 mars 2015 | Doha, Qatar       | Qatar - Slovénie | 1-0   | Match amical |

Bilan
| Rang | Équipe   | Pts | J | G | N | P | Bp | Bc | Diff |
| ---- | -------- | --- | - | - | - | - | -- | -- | ---- |
| 1    | Slovénie | 3   | 2 | 1 | 0 | 1 | 4  | 2  | +2   |
| 2    | Qatar    | 3   | 2 | 1 | 0 | 1 | 2  | 4  | -2   |

## R

### République Tchèque
| Date            | Lieu                    | Match                         | Score | Compétition                                           |
| 22 avril 1998   | Murska Sobota, Slovénie | Slovénie - République Tchèque | 1-3   | Match amical                                          |
| 16 août 2000    | Ostrava, Tchéquie       | République Tchèque - Slovénie | 0-1   | Match amical                                          |
| 9 février 2005  | Celje, Slovénie         | Slovénie - République Tchèque | 0-3   | Match amical                                          |
| 15 octobre 2008 | Teplice, Tchéquie       | République Tchèque - Slovénie | 1-0   | Qualifications pour la Coupe du monde 2010 (Groupe 3) |
| 28 février 2009 | Maribor, Slovénie       | Slovénie - République Tchèque | 0-0   | Qualifications pour la Coupe du monde 2010 (Groupe 3) |

Bilan
| Rang | Équipe   | Pts | J | G | N | P | Bp | Bc | Diff |
| ---- | -------- | --- | - | - | - | - | -- | -- | ---- |
| 1    | Tchéquie | 10  | 5 | 3 | 1 | 1 | 7  | 2  | +5   |
| 2    | Slovénie | 4   | 5 | 1 | 1 | 3 | 2  | 7  | -5   |

### Romanie
| Date             | Lieu                | Match               | Score | Compétition                                          |
| 1er juin 1994    | Bucarest, Roumanie  | Roumanie - Slovénie | 0-0   | Match amical                                         |
| 15 août 2001     | Ljubljana, Slovénie | Slovénie - Roumanie | 2-2   | Match amical                                         |
| 10 novembre 2001 | Ljubljana, Slovénie | Slovénie - Roumanie | 2-1   | Qualification pour la Coupe du monde 2002 (barrages) |
| 14 novembre 2001 | Bucarest, Roumanie  | Roumanie - Slovénie | 1-1   | Qualification pour la Coupe du monde 2002 (barrages) |
| 1er mars 2006    | Larnaca, Chypre     | Roumanie - Slovénie | 2-0   | Tournoi International de Chypre                      |
| 2 juin 2007      | Celje, Slovénie     | Slovénie - Roumanie | 1-2   | Qualification pour l'Euro 2008 (Groupe G)            |
| 6 juin 2007      | Timișoara, Roumanie | Roumanie - Slovénie | 2-0   | Qualification pour l'Euro 2008 (Groupe G)            |
| 15 août 2012     | Ljubljana, Slovénie | Slovénie - Roumanie | 4-3   | Match amical                                         |

Bilan
| Rang | Équipe   | Pts | J | G | N | P | Bp | Bc | Diff |
| ---- | -------- | --- | - | - | - | - | -- | -- | ---- |
| 1    | Roumanie | 12  | 8 | 3 | 3 | 2 | 13 | 10 | +3   |
| 2    | Slovénie | 9   | 8 | 2 | 3 | 3 | 10 | 13 | -3   |

### Russie
| Date               | Lieu                | Match             | Score | Compétition                                           |
| 11 février 1996    | La Valette, Malte   | Slovénie - Russie | 1-3   | Tournoi International de Malte                        |
| 24 mars 2001       | Moscou, Russie      | Russie - Slovénie | 1-1   | Qualifications pour la Coupe du monde 2002            |
| 1er septembre 2001 | Ljubljana, Slovénie | Slovénie - Russie | 2-1   | Qualifications pour la Coupe du monde 2002            |
| 14 novembre 2009   | Moscou, Russie      | Russie - Slovénie | 2-1   | Qualifications pour la Coupe du monde 2010 (Barrages) |
| 18 novembre 2009   | Maribor, Slovénie   | Slovénie - Russie | 1-0   | Qualifications pour la Coupe du monde 2010 (Barrages) |
| 27 mars 2021       | Sotchi Russie       | Russie - Slovénie | 2-1   | Éliminatoires de la Coupe du monde de football 2022   |
| 11 octobre 2021    | Maribor Slovénie    | Slovénie - Russie | 1-2   | Éliminatoires de la Coupe du monde de football 2022   |

Bilan
| Rang | Équipe   | Pts | J | G | N | P | Bp | Bc | Diff |
| ---- | -------- | --- | - | - | - | - | -- | -- | ---- |
| 1    | Russie   | 14  | 7 | 3 | 1 | 4 | 7  | 6  | +1   |
| 2    | Slovénie | 7   | 7 | 4 | 1 | 3 | 6  | 7  | -1   |

## S

### Saint-Marin
| Date            | Lieu                    | Match                  | Score | Compétition                                           |
| 12 août 2009    | Maribor, Slovénie       | Slovénie - Saint-Marin | 5-0   | Qualifications pour la Coupe du monde 2010 (Groupe 3) |
| 14 octobre 2009 | Serravalle, Saint-Marin | Saint-Marin - Slovénie | 0-3   | Qualifications pour la Coupe du monde 2010 (Groupe 3) |
| 27 mars 2015    | Ljubljana, Slovénie     | Slovénie - Saint-Marin | 6-0   | Qualifications pour l'Euro 2016 (Groupe E)            |
| 12 octobre 2015 | Serravalle, Saint-Marin | Saint-Marin - Slovénie | 0-2   | Qualifications pour l'Euro 2016 (Groupe E)            |
| 7 octobre 2020  | Ljubljana Slovénie      | Slovénie - Saint-Marin | 4-0   | Match amical                                          |

Bilan
| Rang | Équipe      | Pts | J | G | N | P | Bp | Bc | Diff |
| ---- | ----------- | --- | - | - | - | - | -- | -- | ---- |
| 1    | Slovénie    | 12  | 5 | 8 | 0 | 0 | 16 | 0  | +16  |
| 2    | Saint-Marin | 0   | 5 | 0 | 0 | 8 | 0  | 16 | -16  |

### Serbie
| Date             | Lieu              | Match             | Score | Compétition                                      |
| 7 septembre 2010 | Belgrade, Serbie  | Serbie - Slovénie | 1-1   | Qualifications pour l'Euro 2012 (Groupe C)       |
| 11 octobre 2011  | Maribor, Slovénie | Slovénie - Serbie | 1-0   | Qualifications pour l'Euro 2012 (Groupe C)       |
| 4 Juin 2022      | Belgrade, Serbie  | Serbie - Slovénie | 4-1   | LIGUE DES NATIONS                                |
| 11 Juin 2022     | Maribor, Slovénie | Slovénie - Serbie | 2-2   | LIGUE DES NATIONS                                |
| 20 juin 2024     | Munich            | Slovénie - Serbie | 1-1   | Championnat d'Europe de football 2024 (Groupe C) |

Bilan
| Rang | Équipe   | Pts | J | G | N | P | Bp | Bc | Diff |
| ---- | -------- | --- | - | - | - | - | -- | -- | ---- |
| 1    | Slovénie | 6   | 5 | 1 | 3 | 1 | 6  | 8  | -2   |
| 2    | Serbie   | 6   | 5 | 1 | 3 | 1 | 8  | 6  | +2   |

### Serbie-et-Monténégro
| Date         | Lieu                | Match                           | Score | Compétition  |
| 18 août 2004 | Ljubljana, Slovénie | Slovénie - Serbie-et-Monténégro | 1-1   | Match amical |

Bilan
| Rang | Équipe               | Pts | J | G | N | P | Bp | Bc | Diff |
| ---- | -------------------- | --- | - | - | - | - | -- | -- | ---- |
| 1    | Serbie-et-Monténégro | 1   | 1 | 0 | 1 | 0 | 1  | 1  | 0    |
| 1    | Slovénie             | 1   | 1 | 0 | 1 | 0 | 1  | 1  | 0    |

### Slovaquie
| Date               | Lieu                  | Match                | Score | Compétition                                           |
| 6 février 1998     | Limassol, Chypre      | Slovaquie - Slovénie | 1-1   | Tournoi International de Chypre                       |
| 17 novembre 2004   | Trnava, Slovaquie     | Slovaquie - Slovénie | 0-0   | Match amical                                          |
| 10 septembre 2008  | Maribor, Slovénie     | Slovénie - Slovaquie | 2-1   | Qualifications pour la Coupe du monde 2010 (Groupe 3) |
| 10 octobre 2009    | Bratislava, Slovaquie | Slovaquie - Slovénie | 0-2   | Qualifications pour la Coupe du monde 2010 (Groupe 3) |
| 8 octobre 2016     | Ljubljana, Slovénie   | Slovénie - Slovaquie | 1-0   | Qualifications pour la Coupe du monde 2018 (Groupe F) |
| 1er septembre 2017 | Trnava, Slovaquie     | Slovaquie - Slovénie | 1-0   | Qualifications pour la Coupe du monde 2018 (Groupe F) |
| 1er septembre 2021 | Ljubljana, Slovénie   | Slovénie - Slovaquie | 1-1   | Qualifications pour la Coupe du monde 2022 (Groupe H) |

Bilan
| Rang | Équipe    | Pts | J | G | N | P | Bp | Bc | Diff |
| ---- | --------- | --- | - | - | - | - | -- | -- | ---- |
| 1    | Slovénie  | 15  | 7 | 4 | 3 | 1 | 6  | 3  | +3   |
| 2    | Slovaquie | 5   | 7 | 1 | 3 | 4 | 3  | 6  | -3   |

### Suède
| Date        | Lieu            | Match            | Score | Compétition  |
| 26 mai 2008 | Göteborg, Suède | Suède - Slovénie | 1-0   | Match amical |
| 30 mai 2016 | Malmö, Suède    | Suède - Slovénie | 0-0   | Match amical |

Bilan
| Rang | Équipe   | Pts | J | G | N | P | Bp | Bc | Diff |
| ---- | -------- | --- | - | - | - | - | -- | -- | ---- |
| 1    | Suède    | 4   | 2 | 1 | 1 | 0 | 1  | 0  | +1   |
| 2    | Slovénie | 1   | 2 | 0 | 1 | 1 | 0  | 1  | -1   |

### Suisse
| Date             | Lieu                  | Match             | Score | Compétition                                           |
| 6 février 1999   | Mascate, Oman         | Suisse - Slovénie | 2-0   | Tournoi international d'Oman                          |
| 11 octobre 2000  | Ljubljana, Slovénie   | Slovénie - Suisse | 2-2   | Qualifications pour la Coupe du monde 2002            |
| 6 juin 2001      | Bâle, Suisse          | Suisse - Slovénie | 0-1   | Qualifications pour la Coupe du monde 2002            |
| 12 février 2003  | Nova Gorica, Slovénie | Slovénie - Suisse | 1-5   | Match amical                                          |
| 28 avril 2004    | Genève, Suisse        | Suisse - Slovénie | 2-1   | Match amical                                          |
| 7 septembre 2012 | Ljubljana, Slovénie   | Slovénie - Suisse | 0-2   | Qualifications pour la Coupe du Monde 2014 (Groupe E) |
| 15 octobre 2013  | Berne, Suisse         | Suisse - Slovénie | 1-0   | Qualifications pour la Coupe du Monde 2014 (Groupe E) |
| 9 octobre 2014   | Maribor, Slovénie     | Slovénie - Suisse | 1-0   | Qualifications pour l'Euro 2016 (Groupe E)            |
| 5 septembre 2015 | Bâle, Suisse          | Suisse - Slovénie | 3-2   | Qualifications pour l'Euro 2016 (Groupe E)            |

Bilan
| Rang | Équipe   | Pts | J | G | N | P | Bp | Bc | Diff |
| ---- | -------- | --- | - | - | - | - | -- | -- | ---- |
| 1    | Suisse   | 19  | 9 | 6 | 1 | 2 | 17 | 8  | +9   |
| 2    | Slovénie | 7   | 9 | 2 | 1 | 6 | 8  | 17 | -9   |

## T

### Trinité-et-Tobago
| Date        | Lieu            | Match                         | Score | Compétition  |
| 31 mai 2006 | Celje, Slovénie | Slovénie - Trinidad et Tobago | 3-1   | Match amical |

Bilan
| Rang | Équipe            | Pts | J | G | N | P | Bp | Bc | Diff |
| ---- | ----------------- | --- | - | - | - | - | -- | -- | ---- |
| 1    | Slovénie          | 3   | 1 | 1 | 0 | 0 | 3  | 1  | +2   |
| 2    | Trinité-et-Tobago | 0   | 1 | 0 | 0 | 1 | 1  | 3  | -2   |

### Tunisie
| Date            | Lieu                | Match              | Score | Compétition                    |
| 10 février 1994 | Attard, Malte       | Tunisie - Slovénie | 2-2   | Tournoi international de Malte |
| 17 avril 2002   | Ljubljana, Slovénie | Slovénie - Tunisie | 1-0   | Match amical                   |

Bilan
| Rang | Équipe   | Pts | J | G | N | P | Bp | Bc | Diff |
| ---- | -------- | --- | - | - | - | - | -- | -- | ---- |
| 1    | Slovénie | 4   | 2 | 1 | 1 | 0 | 3  | 2  | +1   |
| 2    | Tunisie  | 1   | 2 | 0 | 1 | 1 | 2  | 3  | -1   |

### Turquie
| Date        | Lieu                 | Match              | Score | Compétition  |
| 31 mai 2013 | Bielefeld, Allemagne | Slovénie - Turquie | 2-0   | Match amical |
| 5 juin 2016 | Ljubljana, Slovénie  | Slovénie - Turquie | 0-1   | Match amical |

Bilan
| Rang | Équipe   | Pts | J | G | N | P | Bp | Bc | Diff |
| ---- | -------- | --- | - | - | - | - | -- | -- | ---- |
| 1    | Slovénie | 3   | 2 | 1 | 0 | 1 | 2  | 1  | +1   |
| 2    | Turquie  | 3   | 2 | 1 | 0 | 1 | 1  | 2  | -1   |

## U

### Ukraine
| Date             | Lieu                | Match              | Score | Compétition                                |
| 12 octobre 1994  | Kiev, Ukraine       | Ukraine - Slovénie | 0-0   | Qualifications pour l'Euro 1996 (Groupe 4) |
| 11 octobre 1995  | Ljubljana, Slovénie | Slovénie - Ukraine | 3-2   | Qualifications pour l'Euro 1996 (Groupe 4) |
| 13 novembre 1999 | Ljubljana, Slovénie | Slovénie - Ukraine | 2-1   | Qualifications pour l'Euro 2000 (Barrages) |
| 17 novembre 1999 | Kiev, Ukraine       | Ukraine - Slovénie | 1-1   | Qualifications pour l'Euro 2000 (Barrages) |
| 14 novembre 2015 | Lviv, Ukraine       | Ukraine - Slovénie | 2-0   | Qualifications pour l'Euro 2016 (Barrages) |
| 17 novembre 2015 | Maribor, Slovénie   | Slovénie - Ukraine | 1-1   | Qualifications pour l'Euro 2016 (Barrages) |

Bilan
| Rang | Équipe   | Pts | J | G | N | P | Bp | Bc | Diff |
| ---- | -------- | --- | - | - | - | - | -- | -- | ---- |
| 1    | Slovénie | 9   | 6 | 2 | 3 | 1 | 7  | 7  | 0    |
| 2    | Ukraine  | 6   | 6 | 1 | 3 | 2 | 7  | 7  | 0    |

### Uruguay
| Date            | Lieu                | Match              | Score | Compétition  |
| 28 février 2001 | Koper, Slovénie     | Slovénie - Uruguay | 0-2   | Match amical |
| 4 juin 2014     | Montevideo, Uruguay | Uruguay - Slovénie | 2-0   | Match amical |

Bilan
| Rang | Équipe   | Pts | J | G | N | P | Bp | Bc | Diff |
| ---- | -------- | --- | - | - | - | - | -- | -- | ---- |
| 1    | Uruguay  | 6   | 2 | 2 | 0 | 0 | 4  | 0  | +4   |
| 2    | Slovénie | 0   | 2 | 0 | 0 | 2 | 0  | 4  | -4   |

## Y

### Yougoslavie
| Date         | Lieu                  | Match                  | Score | Compétition                                |
| 13 juin 2000 | Charleroi, Belgique   | Slovénie - Yougoslavie | 3-3   | Euro 2000 (match de groupe)                |
| 28 mars 2001 | Ljubljana, Slovénie   | Slovénie - Yougoslavie | 1-1   | Qualifications pour la Coupe du monde 2002 |
| 28 mars 2001 | Belgrade, Yougoslavie | Yougoslavie - Slovénie | 1-1   | Qualifications pour la Coupe du monde 2002 |

Bilan
| Rang | Équipe      | Pts | J | G | N | P | Bp | Bc | Diff |
| ---- | ----------- | --- | - | - | - | - | -- | -- | ---- |
| 1    | Slovénie    | 3   | 3 | 0 | 3 | 0 | 5  | 5  | 0    |
| 1    | Yougoslavie | 3   | 3 | 0 | 3 | 0 | 5  | 5  | 0    |